# 2014年國際足協世界盃開幕典禮

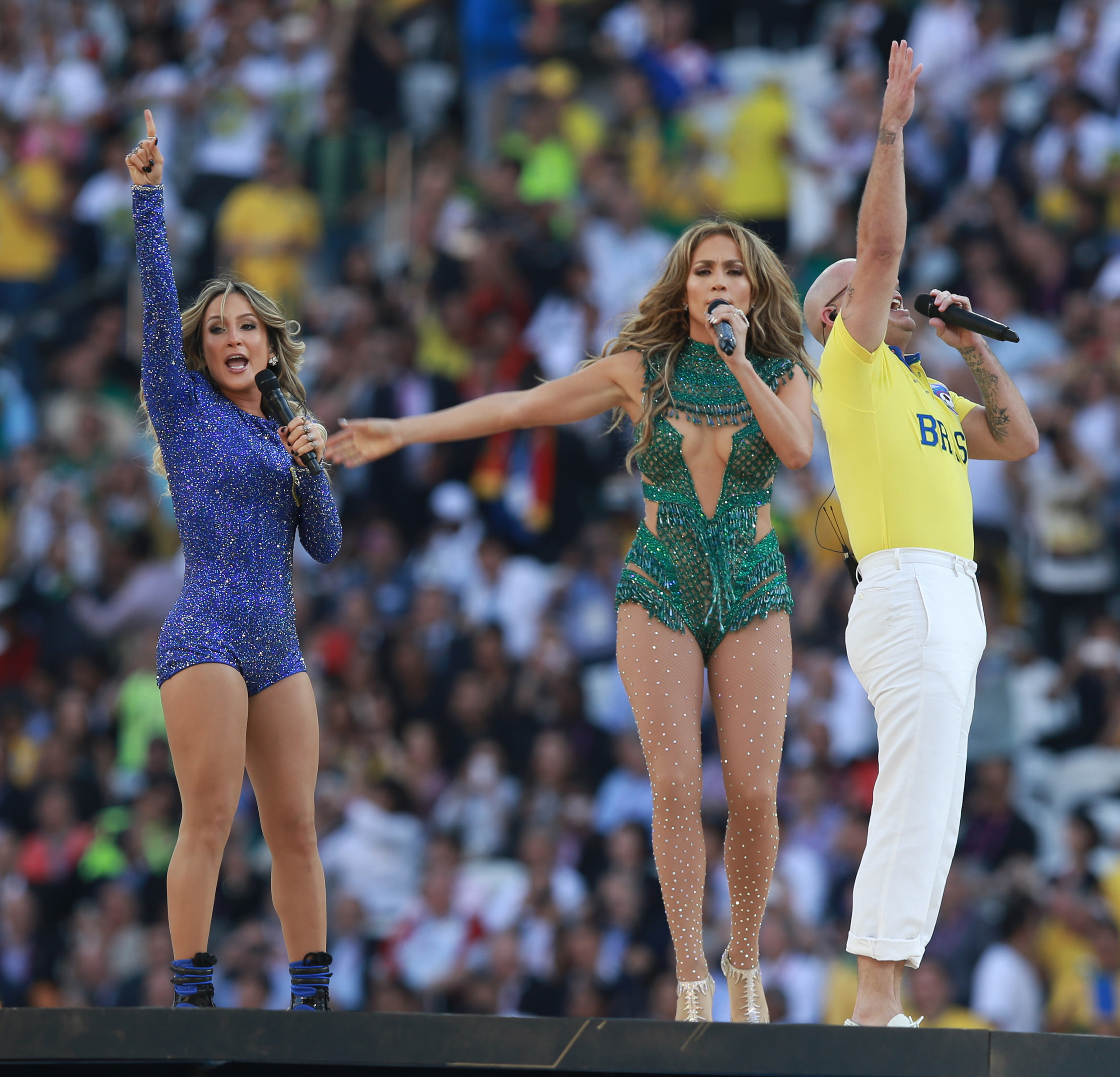
三位歌手在开幕式上献唱

巴西当地时间（UTC-3）2014年6月12日15：15，2014年國際足協世界盃開幕典禮于圣保罗体育场举行，之后举行首场比赛：巴西对阵克罗地亚。

## 典礼前
开幕典礼前几个小时，数位巴西球迷在街头大声歌唱，表达对国家队的支持，人们对揭幕战的兴奋持续高涨。然而，亦有数千人继续示威就举办赛事的约140亿美元的高昂费用作出反对，这使得本届赛事成为世界杯历史上最昂贵的赛事。圣保罗警方利用催泪瓦斯驱散示威者。圣保罗国际机场的工人封锁了前往机场的道路来发起罢工，要求在世界杯期间增加工资和奖金。本次罢工共持续24小时，处于法律原因，工会领导人将本次罢工美其名曰“提早下班”。

## 出席嘉賓
开幕式和仪式有许多嘉宾出席：
- 联合国秘书长 潘基文
- 南美洲国家联盟秘书长 那里有罗德里格斯·阿拉克
- 国际足联主席 塞普·布拉特
- 巴西总统 迪尔玛·罗塞夫
- 克罗地亚总统伊沃·约西波维奇
- 约旦王子 阿里·本·侯赛因,
- 摩纳哥王子 阿尔贝二世,
- 加蓬总统 阿里·邦戈·翁丁巴
- 智利总统 米歇尔·巴切莱特
- 巴拉圭总统 奥拉西奥·卡特斯
- 乌拉圭总统 何塞·穆希卡
- 安哥拉总统 若泽·爱德华多·多斯桑托斯
- 玻利维亚总统 埃沃·莫拉莱斯
- 苏里南总统 德西·鲍特瑟
- 厄瓜多尔总统 拉斐尔·科雷亚

## 开幕式表演

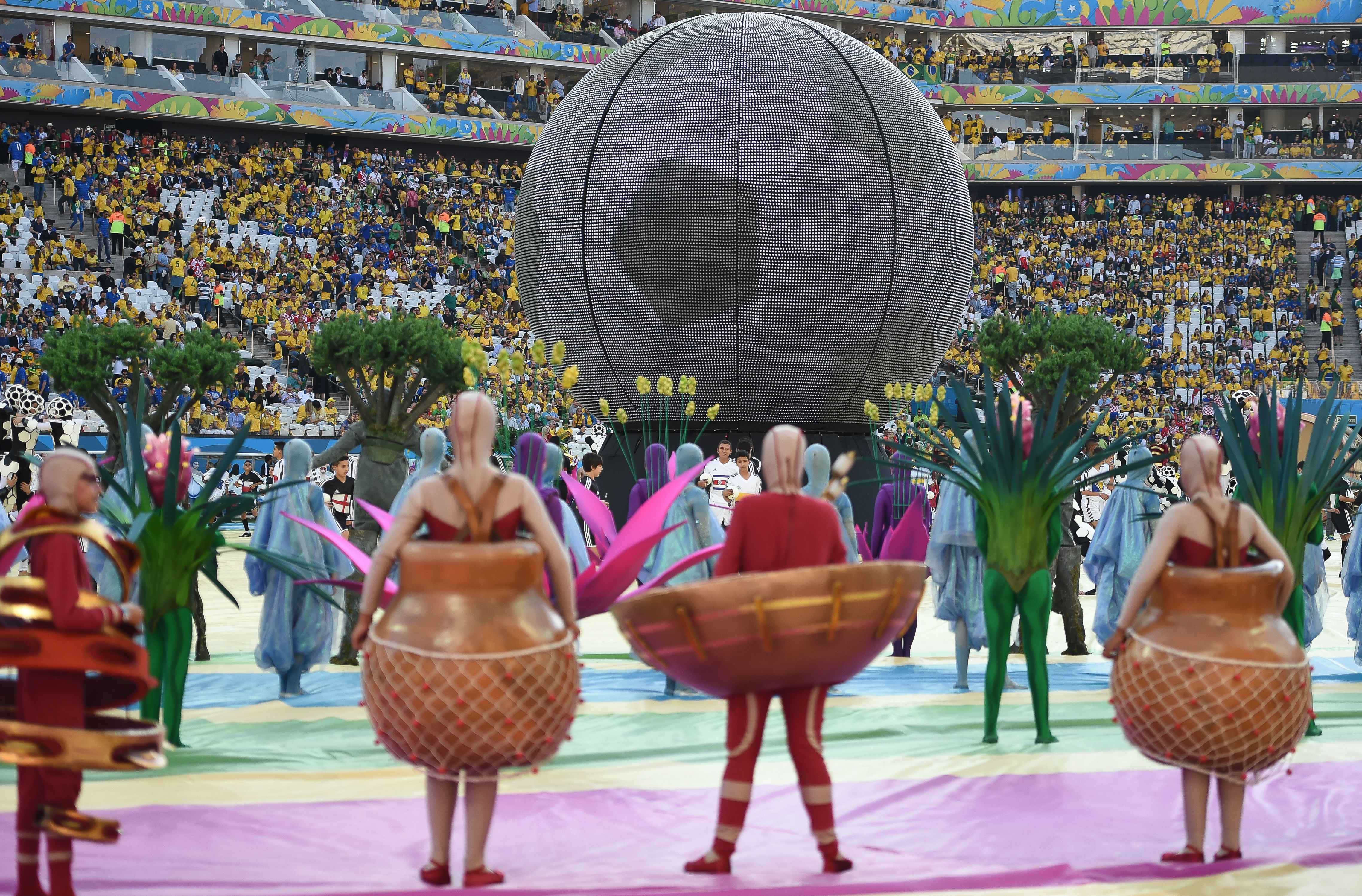
舞台中央的巨大足球

开幕典礼持续仅25分钟，为历次世界杯最短。主舞台上660名舞者展现出对巴西自然、人与足球的致敬，球场中央坐落着一枚“活的足球”，由90000个LED灯组成，有7000尼特的亮度。表演者装扮成各类树木和鲜花，乐队进行三次独立表演。最后，中间的球缓缓打开，巴西歌手克劳迪娅·莱蒂登场演绎本次世界杯官方主题曲《我们天下一家》，随后有份创作该曲的嘻哈斗牛梗和珍妮弗·洛佩兹登场。开幕式费用预计约1800万巴西币。